# Národní park Kolkheti
Národní park Kolkheti, též Kolchidský národní park (gruzínsky კოლხეთი) je chráněné území na pomezí krajů Samegrelo – Horní Svanetie a Gurie v historickém regionu Kolchida. Hlavním předmětem ochrany jsou deštné lesy mírného pásu, lužní lesy, rašeliniště a mokřady Kolchidské nížiny na pobřeží Černého moře. Část parku je zároveň chráněna na základě Ramsarské úmluvy (od roku 1997). Od roku 2021 jsou jádrové části parku součástí světového přírodního dědictví UNESCO pod názvem „Kolchidské deštné lesy a mokřady“.

## Fauna a flóra
V biotopu marších rostou mimo jiné rašeliníky, rosnatka okrouhlolistá, ostřice plstnatoplodá, pěnišník černomořský, ze stromů olše, lapina, dub letní Menitsky, dub Hartwissův, řešetlák a další. Z endemických živočichů lze jmenovat např.: ježek maloasijský, krtek kavkazský, netopýr hvízdavý, létavec stěhovavý.

## Fotogalerie

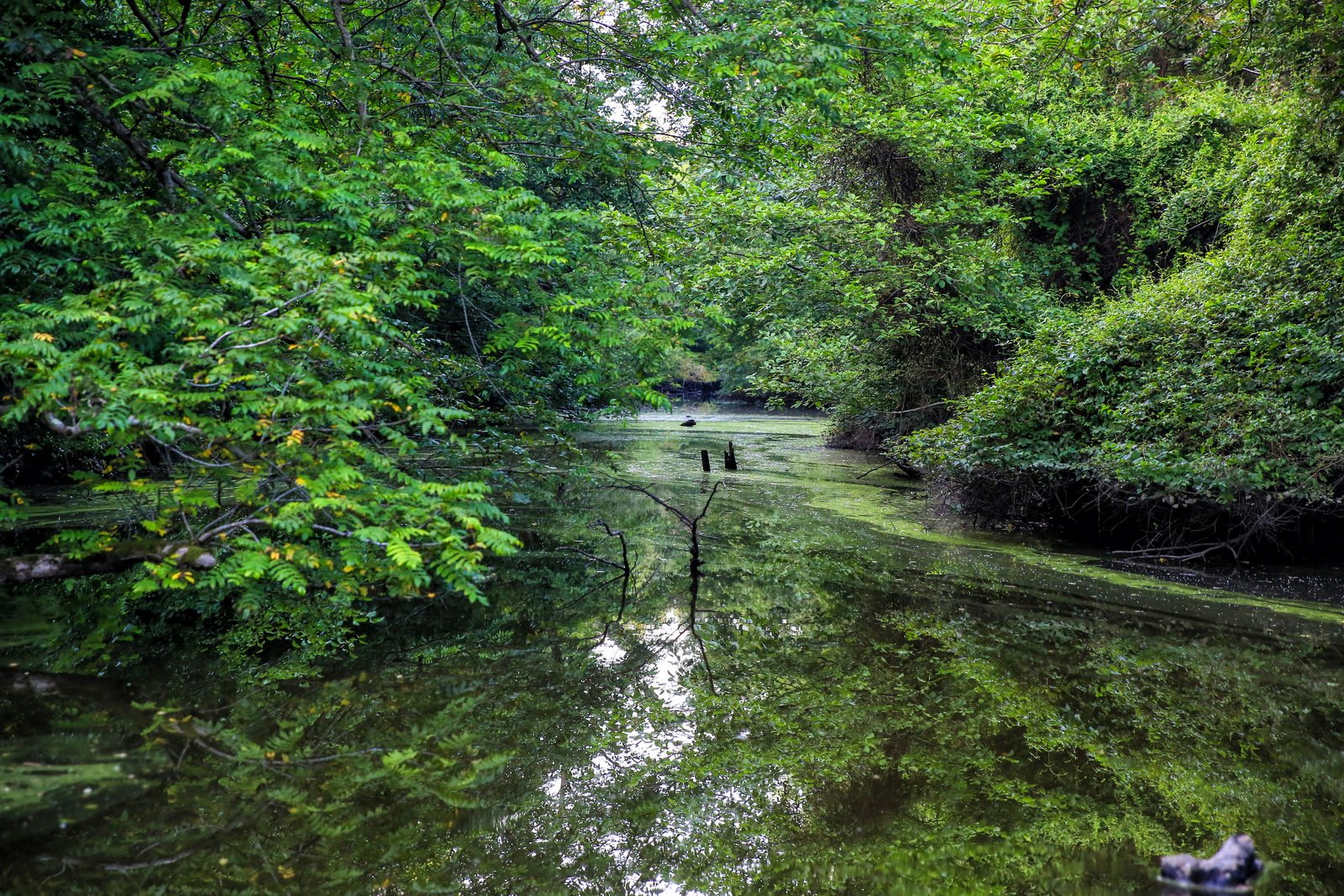
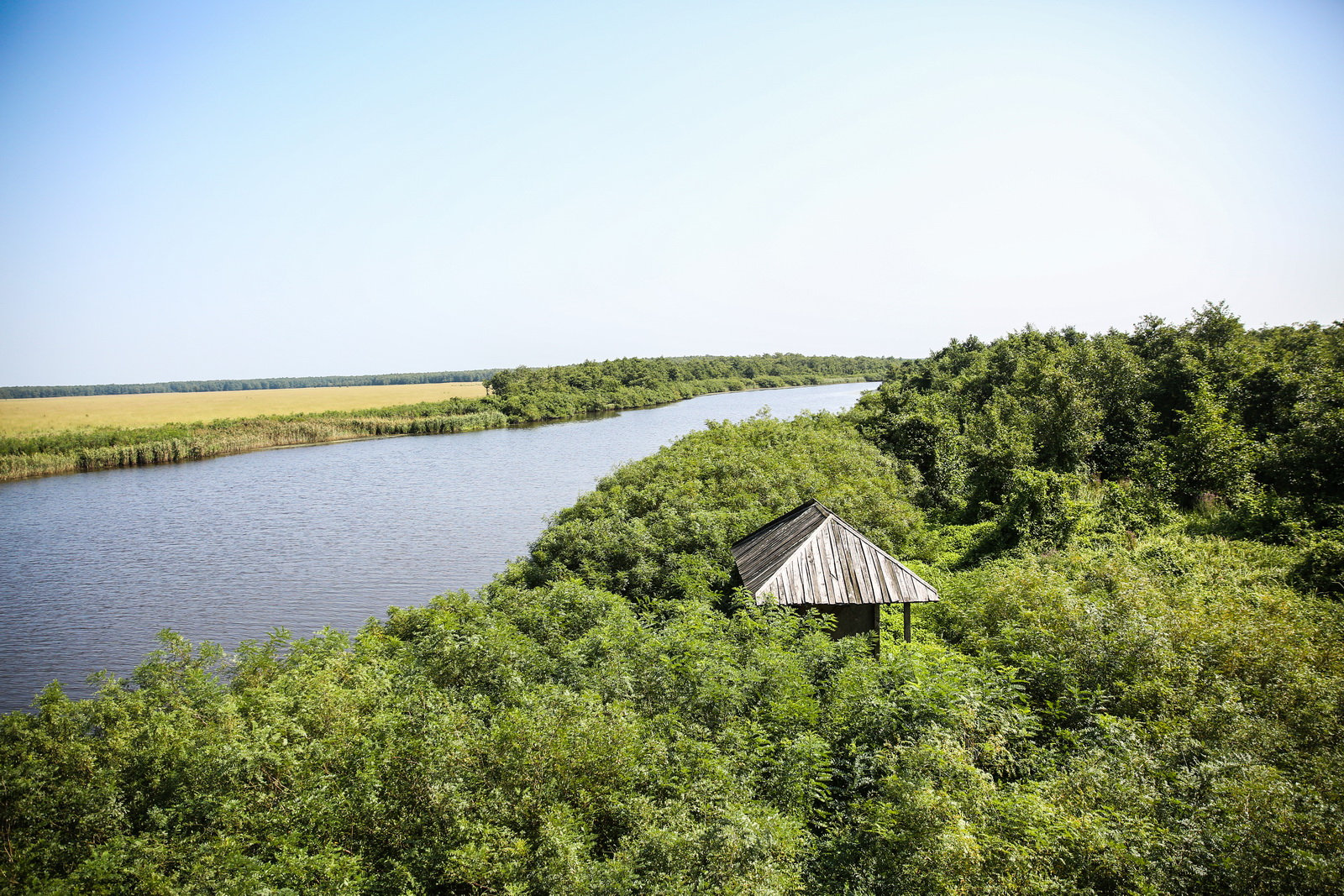
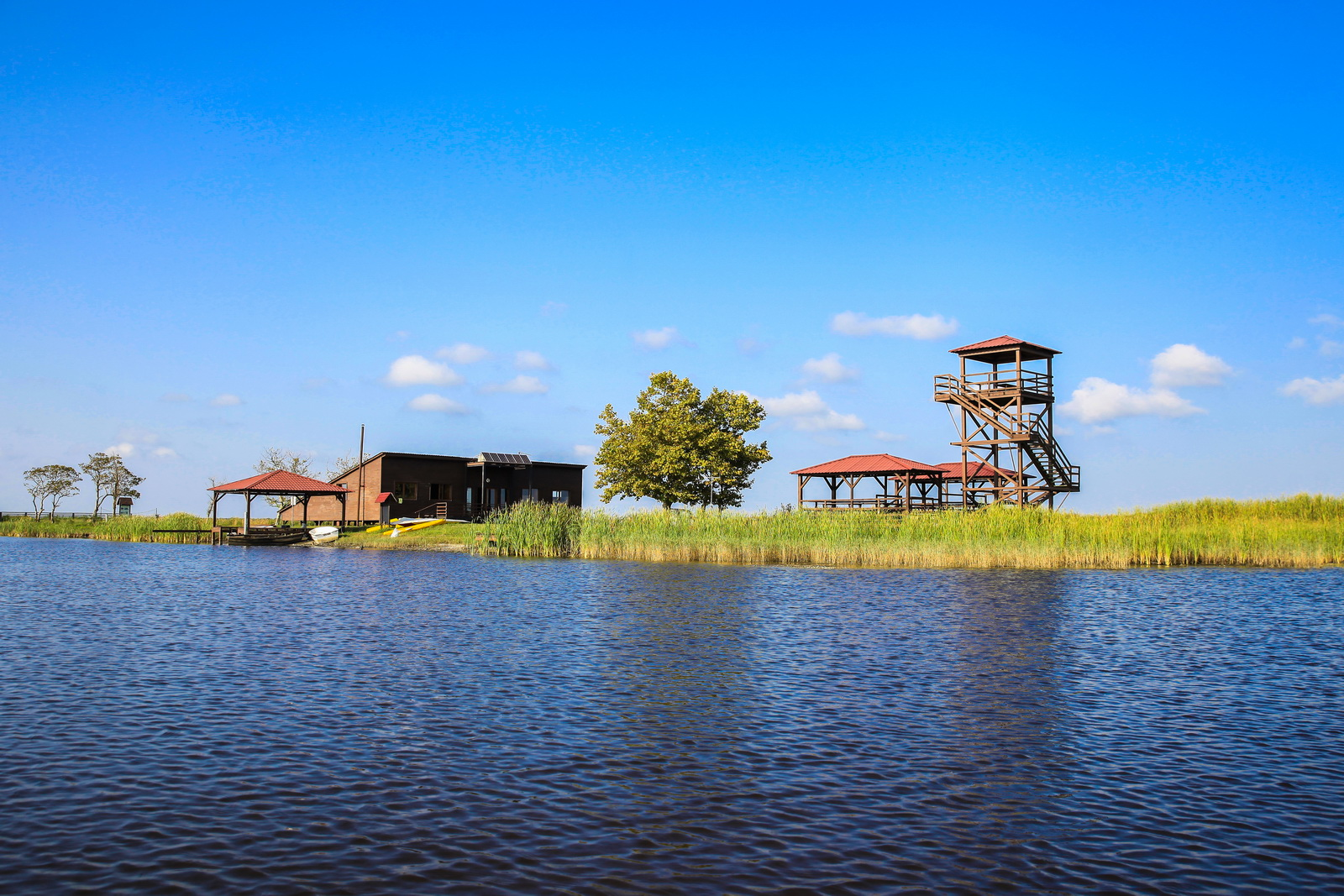